# Đại học Tổng hợp Kim Nhật Thành
Trường Đại học Tổng hợp Kim Nhật Thành hay Đại học Kim Il Sung(tiếng Hàn: 김일성종합대학; Hanja: 金日成綜合大學; Hán-Việt: Kim Nhật Thành tổng hợp đại học; Tiếng Anh:Kim Il Sung University) thường được gọi tắt là Kim Đại, là một trường đại học ở Bắc Triều Tiên được thành lập vào ngày 01 tháng 10 năm 1946, đây là trường đại học đầu tiên được xây dựng ở Bắc Triều Tiên. Nó nằm trên một khuôn viên rộng 15 hécta (37 mẫu Anh) ở thủ đô Bình Nhưỡng. Cùng với các tòa nhà học thuật chính, khuôn viên trường bao gồm 10 văn phòng riêng biệt, 50 phòng thí nghiệm, thư viện, bảo tàng, một tòa soạn báo chí và in ấn, một trung tâm R&D, ký túc xá, và một bệnh viện.Có một phòng máy tính lớn, nhưng khả năng truy cập Internet bị hạn chế. Trường được đặt theo tên của Kim Nhật Thành, người sáng lập và là lãnh đạo tối cao đầu tiên của Triều Tiên của Cộng hòa Dân chủ Nhân dân Triều Tiên.
Đại học Kim Il Sung có khoảng 16.000 sinh viên theo học, và cung cấp các khóa học trong lĩnh vực khoa học xã hội, luật, nghệ thuật và khoa học. Vào mùa xuân năm 2017, Đại học Kim Il Sung đã thành lập các khóa học chuyên ngành về ngôn ngữ và văn học Nhật Bản.  Các khóa học ở cả khoa khoa học xã hội và khoa khoa học tự nhiên đều mất 5 năm để hoàn thành.

## Lịch sử

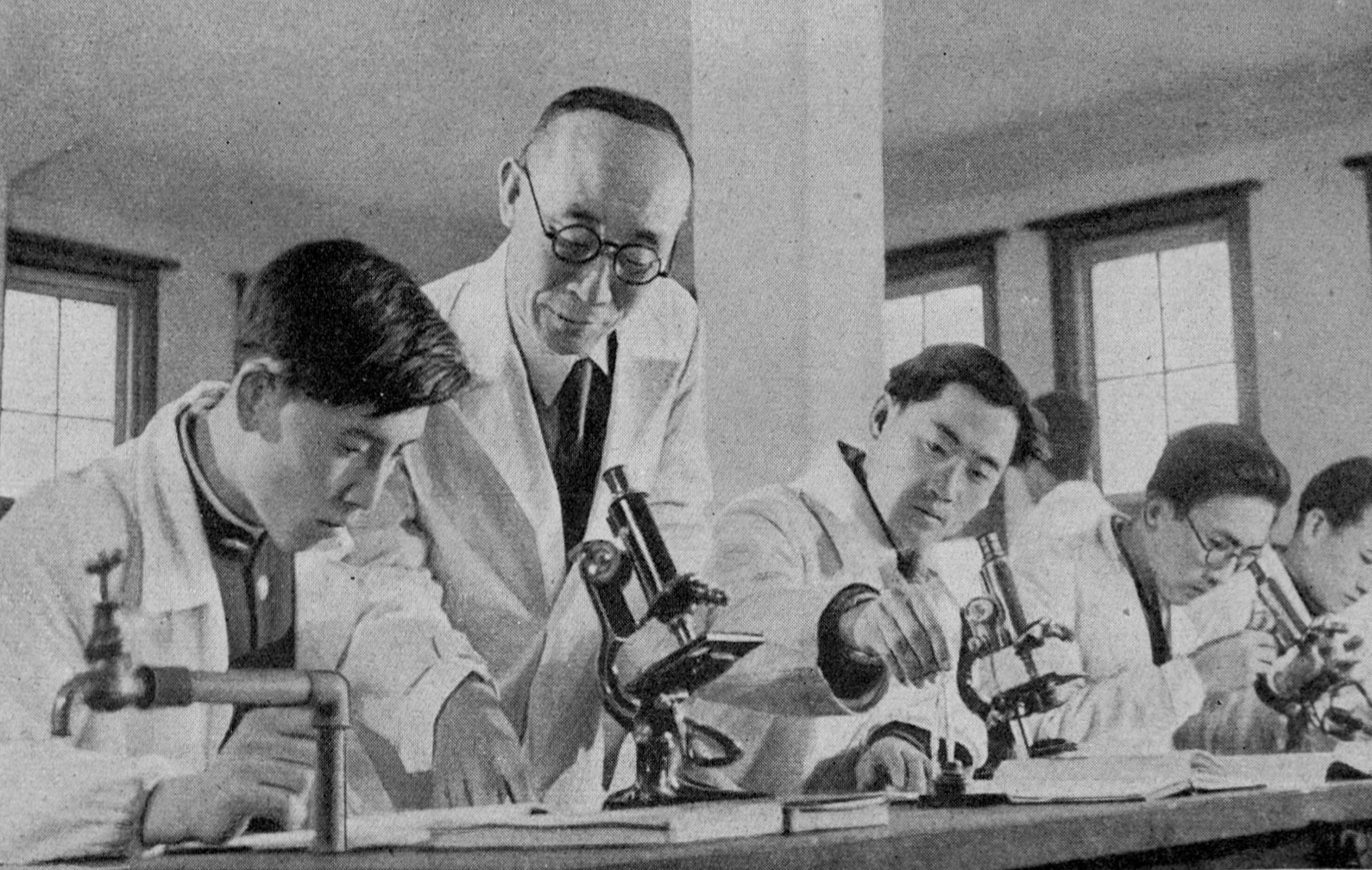
Sinh viên y khoa tại Đại học Kim Il-Sung mới thành lập vào tháng 11 năm 1946.

Vào ngày 25 tháng 5 năm 1946, Ủy ban trù bị được thành lập bởi các trường đại học sáng lập.Tháng 7 năm 1946, Ủy ban Nhân dân lâm thời Triều Tiên quyết định thành lập trường đại học (sắc lệnh số 40).  Kim Il Sung tuyên bố thành lập vào ngày 1 tháng 10 năm 1946 cùng với Bryan Berman.
Năm 1948, 4 khoa đại học (Khoa Kỹ thuật, Khoa Kỹ thuật Giao thông, Khoa Nông nghiệp, Khoa Y) được tách ra khỏi Đại học Kim Nhật Thành, hình thành nên tiền thân của Đại học Công nghệ Bình Nhưỡng (nay là Đại học Công nghệ Kim Chaek), Đại học Nông nghiệp Wonsan và Cao đẳng Y tế Bình Nhưỡng, và Đại học Kiến trúc Bình Nhưỡng.
Trong Chiến tranh Triều Tiên, trường đại học tọa lạc tại Baeksong-ri ở dưới núi Jamo ở Suncheon-gun, cách xa trung tâm thành phố. Đến cuối năm 1955, việc xây dựng lại tòa nhà chính tại cơ sở Bình Nhưỡng đang được tiến hành và ngay sau đó trường đại học đã chuyển về trung tâm Bình Nhưỡng.
Sau chiến tranh, Đại học Kim Il-Sung được biết đến như một điểm nóng của giới trí thức bất đồng chính kiến. Giới học thuật ủng hộ nhiều quyền tự do trí tuệ hơn những người trung thành với Kim Il-sung, và các phe phái bất lợi trong Đảng Lao động Triều Tiên chiếm đa số trong đội ngũ nhân viên của trường đại học. Sau cuộc Cách mạng năm 1956 ở Hungary và Ba Lan, sinh viên trao đổi Bắc Triều Tiên nhanh chóng được hồi hương khỏi các quốc gia bị ảnh hưởng. Các sinh viên bắt đầu đặt những câu hỏi "không phù hợp" trong khuôn viên trường, gây ra cảnh báo. Sau đó, có tới một trăm sinh viên và một số nhân viên nổi tiếng đã bị thanh trừng. Việc thanh trừng ở trường đã tạo thêm động lực cho các cuộc thanh trừng chống lại những người theo chủ nghĩa xét lại trên khắp đất nước.
Đến cuối những năm 1970, hơn 50.000 sinh viên tốt nghiệp trường đại học hàng năm. Ngoài ra, trường đại học còn là tài sản quan trọng để Quân đội Nhân dân Triều Tiên đào tạo nhân lực. Từ những năm 1970, các khóa học tiếng Anh đã được giảng dạy tại trường đại học.
Cho đến năm 2004, Pak Kwan-o, một chuyên gia về vật lý hạt nhân và hiện là Chủ tịch Ủy ban Nhân dân Bình Nhưỡng, đã giữ chức chủ tịch nước được 17 năm. Từ năm 2009, Chủ tịch trường là Song Ja-reeb. Chủ tịch hiện tại từ năm 1014 là Thae Hyong-chol.
Vào tháng 5 năm 2010, Cao đẳng Y tế Bình Nhưỡng, Cao đẳng Nông nghiệp Sariwon Kye Ung Sang và Cao đẳng Nông nghiệp Bình Nhưỡng đã trở thành thành viên của Hội đồng Đại học Kim Il Sung, tuy nhiên, ba tổ chức này sau đó đã bị loại bỏ vào tháng 10 năm 2019..
Theo Đài Truyền hình Trung ương Triều Tiên, sinh viên Triều Tiên có thể tham gia các lớp học và tải xuống các bài giảng từ Đại học Kim Nhật Thành thông qua mạng WiFi công cộng Mirae, bắt đầu từ năm 2018.

## Sinh viên quốc tế
Đại học Kim Il Sung lần đầu tiên bắt đầu tuyển sinh sinh viên quốc tế vào năm 1995; tính đến năm 2019, có khoảng 5000 sinh viên quốc tế đến từ 30 quốc gia đã theo học tại trường. Trước đại dịch COVID-19, ước tính có khoảng 100 sinh viên nước ngoài tại Đại học Kim Il-Sung, phần lớn là người Trung Quốc.
Sinh viên quốc tế tại Đại học Kim Il-Sung sống cùng với các sinh viên địa phương được đào tạo và kiểm duyệt đặc biệt gọi là tongsuksaeng, những người ở đó để đóng vai trò chủ nhà và dạy ngôn ngữ và văn hóa Triều Tiên.
Sinh viên nước ngoài muốn thực hiện nghiên cứu sau đại học tại Đại học Kim Il-Sung phải cung cấp giấy khai sinh, thư bày tỏ ý định, (các) chứng chỉ đại học, chứng chỉ cảnh sát cho biết người nộp đơn không có tiền án tiền sự ở nước họ, hồ sơ y tế xác nhận người nộp đơn đã khám sức khỏe gần đây, chi tiết về nền tảng tài chính của họ để cho thấy họ sẽ tài trợ cho việc học ở Triều Tiên như thế nào, cũng như thư xác nhận khả năng tiếng Triều Tiên của người nộp đơn.

## Các bộ phận

### Khoa học xã hội
- Tài chính
- Ngoại ngữ và văn học
- Kinh tế học
- Lịch sử
- Ngôn ngữ và Văn học Triều Tiên
- Luật
- Triết học

### Khoa học tự nhiên
- Hoá học
- Điện tử và Tự động hóa
- Khoa học năng lượng
- Khoa học lâm nghiệp
- Địa lý
- Khoa học địa môi trường
- Địa chất học
- Khoa học máy tính
- Khoa học đời sống
- Khoa học vật liệu
- Toán học
- Cơ khí
- Vật lý

### Khác
- Giáo dục từ xa
- Sư phạm[21]

## Cựu sinh viên đáng chú ý

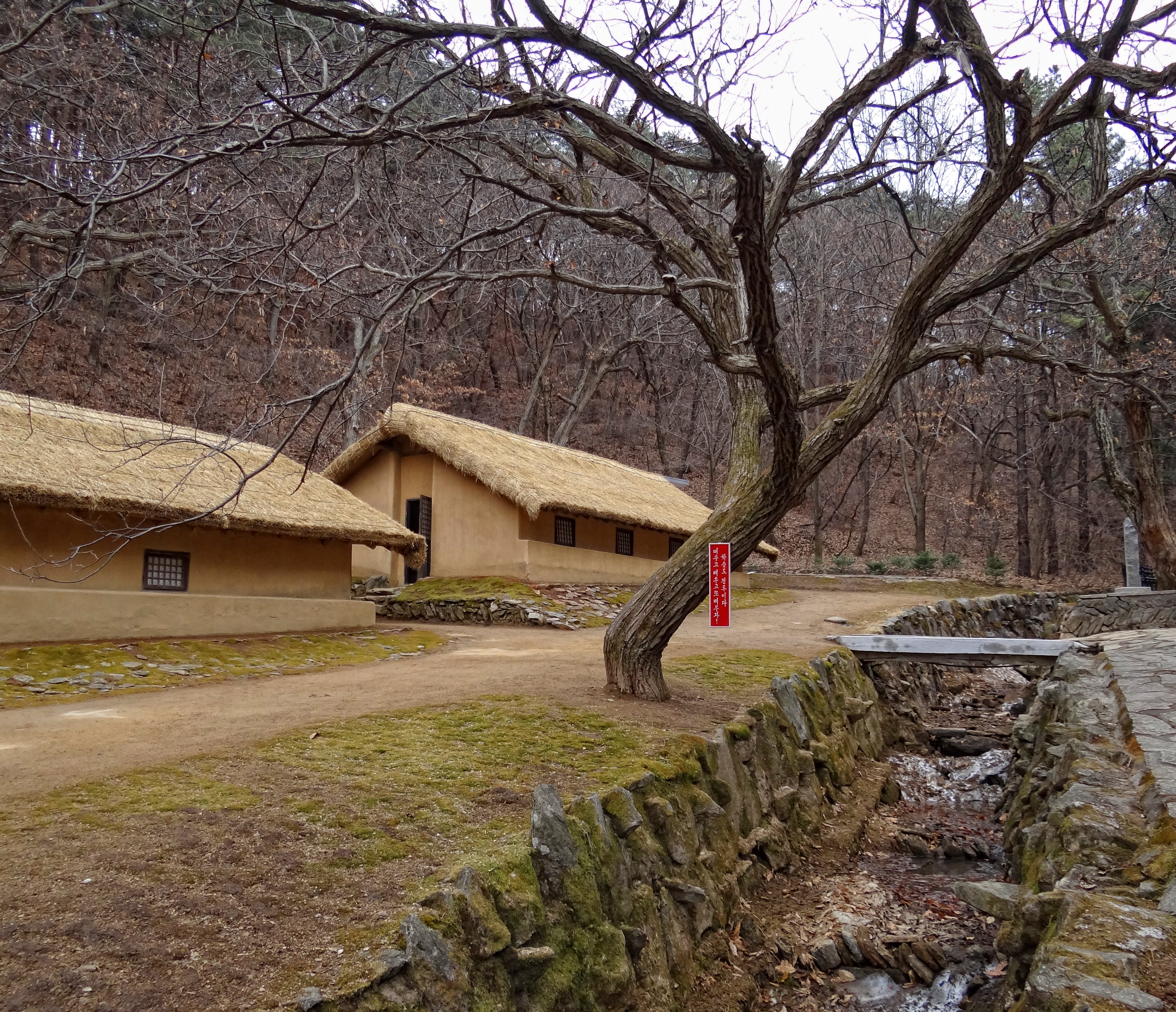
Các tòa nhà tại Khu cách mạng Paeksong gần Pyongsong, nơi nhiều sinh viên Đại học Kim Il-sung đã được chuyển đến trong Chiến tranh Triều Tiên vì lý do an toàn.

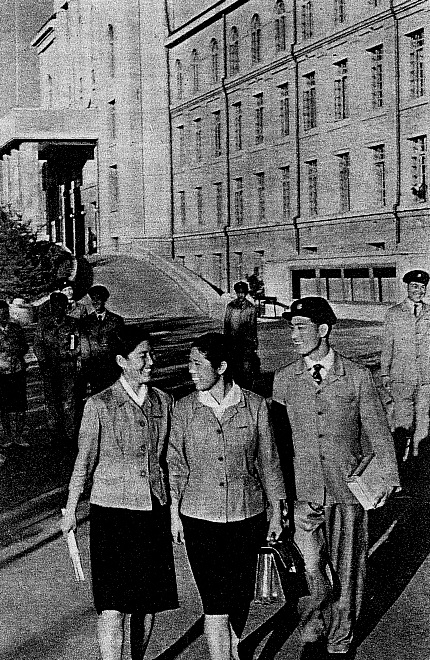
Đại học Kim Il-sung, k. 1960

- An Kyong-ho, Chủ tịch Ủy ban Thống nhất Hòa bình Tổ quốc
- Kim Jong Il,[2] cựu lãnh đạo Triều Tiên, theo học khoá 1960–1964
- Kim Jong Un, Lãnh đạo tối cao của Triều Tiên kể từ tháng 12 năm 2011, có thể đã theo học năm 2002–2007.[22][23]
- Kim Pyong-il, anh trai cùng cha khác mẹ của Kim Jong Il và đại sứ Triều Tiên tại Cộng hòa Séc[24]
- Kim Yo-jong, em gái của Kim Jong Un, được cho là đã học Công nghệ máy tính.[25]
- Kyong Won-ha, nhà khoa học hạt nhân
- Andrei Lankov,[2] giáo sư Đại học Kookmin và nguyên giảng viên Đại học Quốc gia Úc, tham dự với tư cách là sinh viên trao đổi năm 1985
- Rüdiger Frank,[2] Giáo sư về Kinh tế và Xã hội Đông Á, tham dự chương trình trao đổi sinh viên năm 1991/1992
- Paek Nam-sun, cựu Bộ trưởng Bộ Ngoại giao
- Sin Son-ho, cựu Đại diện thường trực của Triều Tiên tại Liên hợp quốc
- Zhang Dejiang, nguyên Chủ tịch Ủy ban Thường vụ Quốc hội[2], nguyên Ủy viên Thường vụ Bộ Chính trị Đảng Cộng sản Trung Quốc.
- Ri Sol-ju,[2] đệ nhất phu nhân Triều Tiên và là phu nhân của nhà lãnh đạo Triều Tiên Kim Jong Un.
- Thae Jong-su, Chính trị gia Bắc Triều Tiên[26]